# Antonio de Capmany

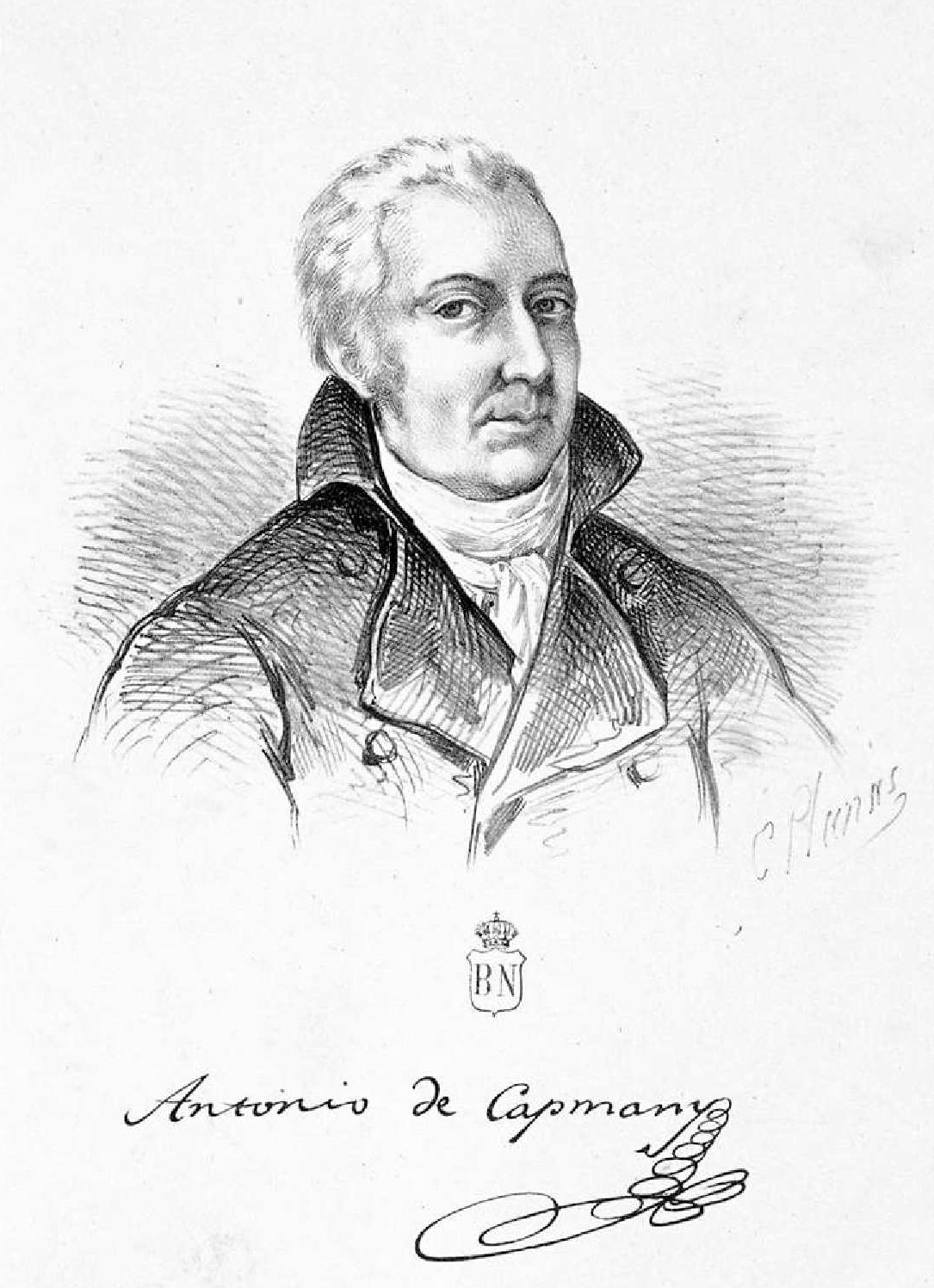
Antonio de Capmany.

Antonio de Capmany y Montpalau, född den 24 november 1742 i Barcelona, död den 14 november 1813 i Cádiz, var en spansk språk- och fornforskare. 
Capmany blev 1790 sekreterare vid historiska akademien i Madrid. Under befrielsekriget (1808–1814) spelade han en glänsande roll, dels genom sina hänförande tal till fosterlandsförsvararna, dels som patriotisk medlem av Cortes. Han gav ut åtskilliga ganska viktiga arbeten angående medeltiden, men vann ännu större betydelse genom sina filologiska verk, bland annat Teatro historico-critico de la elocuencia castellana (1777; ny upplaga 1826), Arte de traducir del idioma frances al castellano (1776; ny upplaga 1835) och Diccionario frances-español (1805). Capmany kämpade för spanska språkets renhet och sökte energiskt motarbeta det franska inflytandet.